# Wyciszanie komputera
Wyciszanie komputera polega na modyfikacji układu chłodzenia i obudowy celem zmniejszenia poziomu wytwarzanego hałasu. Zwykle modyfikacje te prowadzą do pogorszenia wydajności chłodzenia komputera, a w konsekwencji podwyższenia temperatury chłodzonych podzespołów.

## Główne źródła hałasu w komputerze
- wentylatory
  - na procesorze
  - w zasilaczu
  - na mostku północnym płyty głównej
  - na karcie graficznej
- dysk twardy (słychać zazwyczaj dopiero wtedy, gdy wentylatory są już wyciszone)
- obudowa wpadająca w rezonans
- Piszczące cewki kart graficznych, płyt głównych oraz zasilaczy

## Podstawowe metody wyciszania
- Zmniejszenie prędkości obrotowej wentylatorów: Zdecydowanie najpowszechniejsza metoda wyciszania komputera. Amatorsko wykonywana poprzez obniżenie napięcia zasilania do wartości niższej niż zakładał producent. Typowe wentylatory pobierają 12 V. Łatwo można przerobić wtyczkę tak, by dostarczać 5 V lub 7 V. W sprzedaży dostępne są regulatory napięcia (składające się głównie z opornika suwakowego), dzięki którym można dokładniej ustalić obroty wentylatora. Alternatywą jest wymiana wentylatorów na posiadające automatyczną regulację prędkości obrotowej w zależności od temperatury powietrza.
- Maty wygłuszające: Ta modyfikacja polega na umieszczeniu na ściankach obudowy (od wewnątrz) specjalnych mat, co pozwala na usztywnienie i wytłumienie obudowy. W zależności od rodzaju mat i sposobu ich montażu efekt może być bardzo różny. Skutkiem ubocznym stosowania mat, jest niewielki wzrost temperatury na chłodzonych podzespołach.
- Gadżety: Do tej kategorii zaliczają się m.in. gumowe kołeczki i podkładki lub inne pochłaniacze drgań, akcesoria do wyciszania dysków. Faktyczne właściwości wyciszające dla współczesnych (sprawnych technicznie) komputerów są raczej niewielkie, pozwalają tylko na ograniczenie przenoszenia drgań na obudowę komputera.

## Zaawansowane metody wyciszania
- Chłodzenie wodne: Wprawdzie zazwyczaj stosowane dla zwiększenia wydajności, jednak dodatkową zaletą chłodzenia wodnego jest zazwyczaj niższy poziom hałasu w stosunku do tradycyjnych metod chłodzenia.
- Chłodzenie pasywne (bez użycia wentylatorów): Nie jest często spotykane, gdyż użycie go w komputerach jest bardzo problematyczne, ze względu na jego stosunkowo niską wydajność. Coraz częściej zdarzają się jednak konstrukcje, umożliwiające pasywne chłodzenie wszystkich komponentów komputera[1]. Sprawdza się bez zarzutu w starszych komputerach, dlatego stosowane jest w (amatorskich) serwerach.

## Konflikt między wyciszaniem a przetaktowywaniem
Ponieważ przetaktowywanie wiąże się z usprawnianiem systemu chłodzenia, a wyciszanie z jego osłabianiem, powstał spory problem dla ludzi, którzy chcą jednocześnie mieć podkręcony i cichy komputer. Wyciszone chłodzenie powietrzne (w większości przypadków) eliminuje możliwość podkręcania, a czasem wymaga nawet operacji odwrotnej – underclockingu. Z kolei wydajniejsze systemy chłodzące są trudne do wyciszenia, jak np. chłodzenie kompresorowe. Obecnie najlepszą metodą chłodzenia umożliwiającą pogodzenie tych dwóch podejść jest chłodzenie wodne.